# Вангел Попов
Вангел Попов е български общественик, активист на българската колония в Цариград. 

## Биография
Попов е виден търговец и дължи кръчма на Балък пазара (1908 - 1909). Деец е на Съюза на българските конституционни клубове в столицата и продава билети за организирани от партията мероприятия. Дълги години от 1893 до 1909 е разпространител на календарче „Св. св. Кирил и Методий“ на Коне Самарджиев. Дарител е на Читалището при основното училище във Вланга. В 1910 година е избран за член на Управителния съвет на Българската матица.